# Henry Dickerson McDaniel

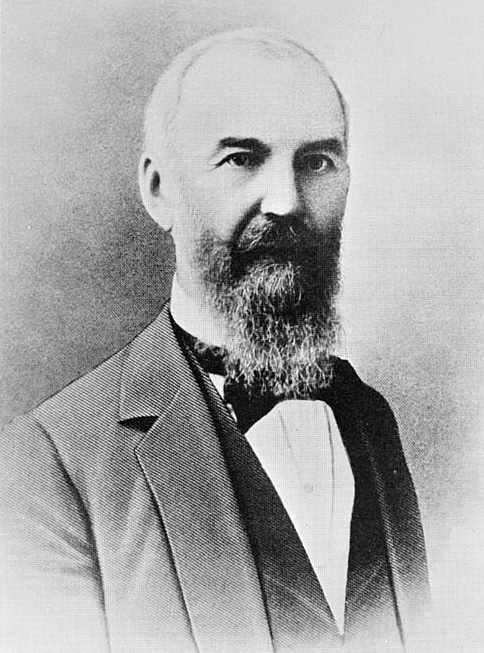
Henry Dickerson McDaniel

Henry Dickerson McDaniel (* 4. September 1836 in Monroe, Walton County, Georgia; † 25. Juli 1926 ebenda) war ein US-amerikanischer Politiker und von 1883 bis 1886 Gouverneur von Georgia.

## Frühe Jahre
Henry Dickerson war der Sohn von Ira Oliver McDaniel und dessen Frau Rebecca Walker. Im Alter von elf Jahren zog er mit seiner Familie nach Atlanta. Er besuchte das Mercer Institute in Macon, aus dem später die Mercer University hervorging. Nach seinem Abschluss im Jahr 1856 und seiner Zulassung als Anwalt arbeitete er zusammen mit seinem Onkel in einer Kanzlei in Monroe.

## Im Bürgerkrieg
Wie in den meisten Südstaaten fand auch in Georgia 1861 ein Kongress statt, der über die Zukunft des Landes entscheiden sollte. Dabei ging es um die Frage, ob der Staat bei der Union bleiben oder sich der Konföderation anschließen sollte. McDaniel war ein Delegierter auf diesem Kongress und sprach sich anfangs für einen Verbleib Georgias bei der Union aus. Bei der Schlussabstimmung stimmte er allerdings mit der Mehrheit für die Konföderation. In der Folge trat er der Konföderiertenarmee bei und brachte es bis 1863 zum Major. Er war an mehreren Schlachten beteiligt. 1863 wurde er verwundet und gefangen genommen. Den Rest des Krieges verbrachte er im Lazarett und in Gefangenschaft.

## Politischer Aufstieg
Nach dem Krieg kehrte er in seine Kanzlei nach Monroe zurück. 1865 nahm er am verfassungsgebenden Kongress von Georgia teil. 1872 wurde er in das Repräsentantenhaus von Georgia gewählt. Zwei Jahre später wurde er Staatssenator. Dieses Amt übte er in drei aufeinanderfolgenden Legislaturperioden aus. Als im Jahr 1883 Gouverneur Alexander Stephens, der frühere Vizepräsident der Konföderation, im Amt verstarb, rückte Senatspräsident James Boynton zum amtierenden Gouverneur auf. Dieser schrieb sofort Neuwahlen für das Amt des Gouverneurs aus. Allerdings konnte sich die Demokratische Partei auf ihrem Wahlparteitag nicht auf einen Kandidaten verständigen. Ein Ausschuss schlug schließlich McDaniel als Kompromisskandidaten vor. Nach erfolgreicher Wahl konnte McDaniel zunächst Stephens' Amtszeit vollenden; anschließend wurde er für eine reguläre volle Amtszeit in diesem Amt bestätigt.

## Gouverneur von Georgia
Seine Amtszeit von 1883 bis 1886 verlief relativ ruhig. In jener Zeit wurde das Kapitol in Atlanta fertiggestellt. McDaniel setzte sich für die Errichtung von Anstalten für Blinde, Taube und geistig Behinderte ein. Er förderte das Wirtschaftswachstum und arbeitete am Abbau der Staatsverschuldung.

## Lebensabend und Tod
Nach dem Ablauf seiner Amtszeit war McDaniel wieder als Anwalt in Monroe tätig. Außerdem kümmerte er sich um seine privaten Geschäftsinteressen. Dort starb er auch im Juli 1926 im Alter von fast 90 Jahren. McDaniel war seit 1866 mit Hester Felker verheiratet, mit der er zwei Kinder hatte.